# Китцекк-им-Заузаль
Китцекк-им-Заузаль (нем. Kitzeck im Sausal) — община  в Австрии, в федеральной земле Штирия. 
Входит в состав округа Лайбниц.  Население составляет 1214 человек (на 31 декабря 2005 года). Занимает площадь 16,29 км². Официальный код  —  6 10 19.

## Политическая ситуация
Бургомистр общины — Карл Шауэр (АНП) по результатам выборов 2005 года.
Совет представителей общины (нем. Gemeinderat) состоит из 15 мест:
- АНП занимает 8 мест.
- СДПА занимает 6 мест.
- АПС занимает 1 место.